# Cascata McWay
La cascata McWay è una cascata di poco più di 20 metri, che si trova nel parco di Julia Pfeiffer Burns, nella regione costiera di Big Sur in California. È una delle poche cascate della zona che versa direttamente nell'Oceano Pacifico, anche se, a causa di smottamenti del 1985, solo con l'alta marea.